# Старовижівська районна рада
Старови́жівська райо́нна ра́да — орган місцевого самоврядування Старовижівського району Волинської області. Розміщується в селищі міського типу Стара Вижівка, котре є адміністративним центром Старовижівського району.

## VII скликання

### Склад ради
Загальний склад ради: 34 депутати.
Виборчий бар'єр на чергових місцевих виборах 2015 року подолали місцеві організації семи політичних партій. Найбільше депутатських місць отримала БПП «Солідарність» — 8; УКРОП, Всеукраїнське об'єднання «Батьківщина» та «Громадянська позиція» — по 5 мандатів, Аграрна партія України та Всеукраїнське об'єднання «Свобода» — по 4 та Радикальна партія Олега Ляшка — 3 депутати.
За інформацією офіційної сторінки, станом на червень 2020 року в раді працюють чотири постійні депутатські комісії:
- з питань депутатської діяльності, дотримання прав людини, профілактики правопорушень та злочинності в районі;
- з питань діяльності установ освіти, охорони здоров'я, культури та соціального захисту населення, духовності, молоді і спорту, засобів масової інформації, патріотичного виховання населення;
- з питань планування, бюджету, фінансів та економічного розвитку району;
- з питань промисловості, сільського господарства, будівництва, природних ресурсів, транспорту, зв'язку, підприємництва та державної регуляторної політики у сфері господарської діяльності.

### Керівний склад
20 листопада 2015 року, на першій сесії Старовижівської районної ради VII скликання, головою районної ради обрано депутата від БПП «Солідарність» Юрія Леонтійовича Кудацького, тодішнього керівника апарату Старовижівської районної державної адміністрації.
15 січня 2019 року голова ради Юрій Кудацький склав повноваження голови, заразом припинивши й повноваження депутата. Обов'язки голови районної ради виконує заступник голови, депутат від УКРОПу, Роман Цалай.

## Колишні голови ради
- Кудацький Юрій Леонтійович — 2015—2019 роки